# Porte de ville de Noyers-sur-Serein
La porte de ville de Noyers-sur-Serein, dite aussi porte d’Avallon, porte du Midi ou porte Peinte, est une porte fortifiée située à Noyers-sur-Serein, dans le département de l'Yonne, en France.

## Localisation
La porte se trouve au sud-est du bourg.

## Historique
La construction de la porte Peinte est contemporaine à celle des remparts de la ville, édifiés à la fin du XIIe siècle par Hugues de Noyers, évêque d'Auxerre et tuteur de Miles VII. Cette construction est attestée par la charte de fondation de Miles VIII datant de 1232. Cette porte était ornée jadis de deux panonceaux peints aux armes seigneuriales, d'où son appellation.
En 1491, un pont-levis est ajouté à la porte Peinte.
En 1778, les herses et les portes de la ville ont été démontées.
L'édifice est inscrit au titre des monuments historiques en 1926.